# سيستك عليا
سيستك عليا هي قرية في مقاطعة مياندوآب، إيران. عدد سكان هذه القرية هو 234 في سنة 2006.